# Serranochromis
Serranochromis – rodzaj słodkowodnych ryb okoniokształtnych z rodziny pielęgnicowatych (Cichlidae).

## Występowanie
Afryka Subsaharyjska.

## Klasyfikacja
Gatunki zaliczane do tego rodzaju:
- Serranochromis altus Winemiller & Kelso-Winemiller, 1991
- Serranochromis alvum Stauffer, Bills & Skelton, 2021
- Serranochromis angusticeps (Boulenger, 1907)
- Serranochromis cacuchi Stauffer, Bills & Skelton, 2021
- Serranochromis cuanza Stauffer, Bills & Skelton, 2021
- Serranochromis jallae (Boulenger, 1896)
- Serranochromis janus Trewavas, 1964
- Serranochromis longimanus (Boulenger, 1911)
- Serranochromis macrocephalus (Boulenger, 1899)
- Serranochromis meridianus Jubb, 1967
- Serranochromis robustus (Günther, 1864)
- Serranochromis spei Trewavas, 1964
- Serranochromis stappersi Trewavas, 1964
- Serranochromis swartzi Stauffer, Bills & Skelton, 2021
- Serranochromis thumbergi (Castelnau, 1861)

Gatunkiem typowym rodzaju jest Chromys thumbergi.

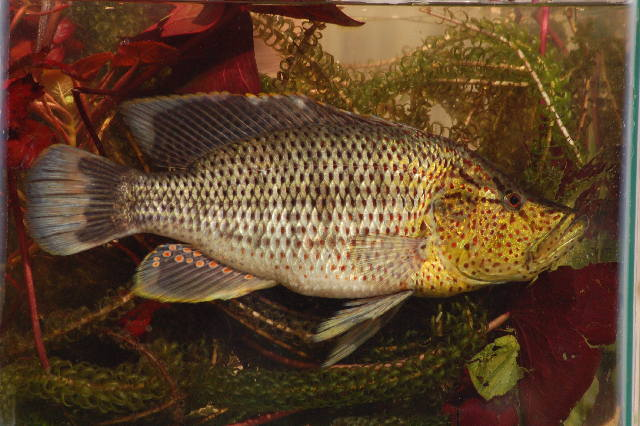
Serranochromis angusticeps
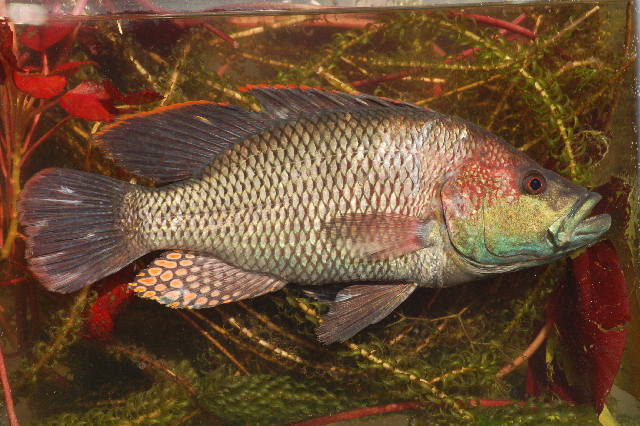
Serranochromis macrocephalus
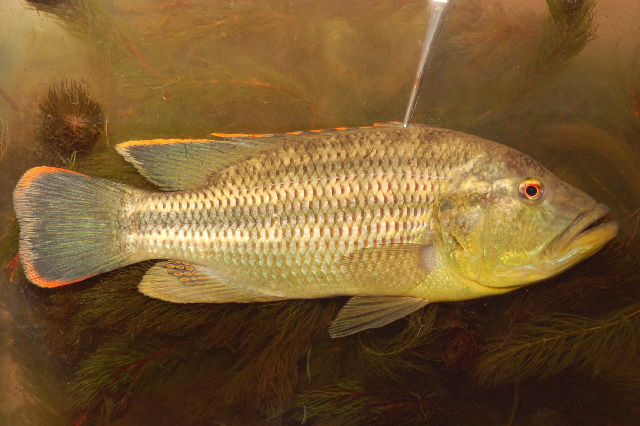
Serranochromis robustus